# Ocupació japonesa de Corea
L'ocupació japonesa de Corea comprèn part de l'expansió de l'Imperi del Japó en la qual Corea va restar sota el domini japonès durant 35 anys (des del 22 d'agost de 1910 fins al 15 d'agost de 1945), durant gairebé tota la primera meitat del segle xx fins a la rendició japonesa en el context de la Segona Guerra Mundial.
La intrusió del Japó en els assumptes interns de Corea va començar amb el Tractat de Kanghwa del 1876 signat amb la dinastia Joseon de Corea, els fets es van agreujar després de l'assassinat el 1895 de l'emperadriu Myeongseong, coneguda com a «Reina Min» i amb el Tractat de Portsmouth del 1905 que va posar fi a la guerra russojaponesa. La península va ser ocupada i declarada protectorat japonès mitjançant el Tractat d'Eulsa del 1905, i després va ser annexada mitjançant el Tractat d'Annexió del Japó i Corea el 1910. Els tractats de 1905 i 1910 van ser declarats sense validesa, per Corea del Sud i pel Japó el 1965.
A Corea, comunament es denomina aquest període com a Període imperial japonès (hangul: 일제시대, hanja: 日帝時代, romanització revisada: Ilje Sidae). Altres termes inclouen Ocupació forçada japonesa (hangul: 일제강점기, hanja: 日帝强占期, romanització revisada: Ilje Gangjeomgi) i Administració Wa (hangul: 왜정, hanja: 倭政, romanització revisada: Wae jeong). Al Japó, el terme més comú és Joseon en el període governat pel Japó 日本統治時代の朝鮮 (Nippon Tōchi-jidai no Chōsen, 日本統治時代の朝鮮 (Nippon Tōchi-jidai no Chōsen)).

## Inicis
Entre les últimes dècades del segle xix i principis del segle xx, diversos països occidentals competien per influència, comerç, béns i territoris en l'Est Asiàtic. De la mateixa manera, l'Imperi del Japó buscava integrar-se ràpidament a les nacions industrialitzades i convertir-se en un poder colonial. El govern Meiji, després d'asseure les bases que donarien inici al procés de modernització del Japó, va procedir a expandir ràpidament la seva influència política i econòmica a la regió, sent la península coreana un dels seus primers objectius, que en aquells dies estava en l'esfera d'influència de la dinastia Qing de la Xina. Inicialment es va buscar convertir-la en un país satèl·lit per protegir els interessos nacionals.

Corea com a província de l'Imperi del Japó en 1939.

El gener de 1876, seguint a la Restauració Meiji, Japó pressiona al llavors independent Regne de Corea a signar el Tractat de Kanghwa, pel qual se li va concedir a l'Imperi Japonès drets extraterritorials i l'ús de tres ports coreans per al comerç entre ambdues nacions.

## Explotació econòmica
Durant l'últim període de la dinastia Joseon, Corea era una societat preindustrial aïllacionista, on estava prohibit el comerç exterior. Els intents de modernització econòmica van ser sufocats per una cort extremadament conservadora i l'aristocràcia terratinent, els qui seguien de forma rígida la filòsofa del confucianisme com a política nacional.
Japó va reorganitzar el territori coreà quedant sota el control d'una capitania general, amb seu a Seül.
Durant el primer període del govern japonès, es va crear un sistema colonial mercantilista que va portar a concentrar en la construcció d'una important infraestructura de transport en la península de Corea amb el propòsit de l'extracció i explotació dels recursos naturals. Això va donar lloc a les instal·lacions portuàries, una extensa xarxa ferroviària, incloent-hi un nus ferroviari de la ciutat portuària meridional de Busán a través de la capital de Seül i al nord cap a la frontera amb Xina es va desenvolupar.
Amb aquesta infraestructura de transport es va pretendre, no només facilitar un sistema mercantilista, sinó també una economia de tipus colonial per a l'extracció de matèries primeres (fusta), aliments (principalment arròs i peix) i els recursos minerals (carbó i mineral de ferro), però també era considerada com una necessitat estratègica per a l'exèrcit japonès per prendre el control de Corea i per moure grans quantitats de tropes i materials a la frontera amb Xina en un termini curt de temps.

## Migració japonesa i confiscació de terres
Molts colons japonesos estaven interessats en l'adquisició de terres agrícoles a Corea, fins i tot abans que el govern japonès fos oficial el 1906. Això va ser facilitat per una reforma agrària presentat pel Governador General japonès Terauchi Masatake que posteriorment va resultar molt impopular en grans segments de la població coreana. El sistema de la propietat de la terra coreà era un complex sistema dividit entre els terratinents, els parcials propietaris-inquilins, i els conreadors tradicionals però sense necessitat de tenir una prova jurídica de la propietat. La nova Oficina de Topografia de Terauchi va fer estudis cadastrals que van restablir la propietat amb base en la prova escrita (accions, títols i documents similars). La propietat se li va ser denegada als quals no podien proporcionar aquesta documentació escrita (en la seva majoria la classe inferior i els propietaris parcials, que només tenien acords verbals anomenats "drets de conreador").
Encara que el pla va acabar amb èxit en la reforma de la propietat de la terra i les estructures dels impostos, va afegir enormement un amarg i hostil ambient en l'època, permetent que una gran quantitat de terres coreanes anessin aprofitades pel govern i va atorgar terres subvencionades als agricultors i pescadors japonesos disposats a establir-se a Corea com a part d'un esforç durant la colonització. En 1910 el nombre de japonesos era de 170.000.
Grans quantitats d'arròs van ser enviades al Japó, mentre que els coreans van sofrir escassetat de menjar severa. L'estàndard de vida del poble coreà es va deteriorar dràsticament; milers d'agricultors coreans es van veure obligats a traslladar-se a la província de Manxúria a la Xina (la qual en aquesta època estava també sota ocupació japonesa) o al mateix Japó a la recerca de millors condicions de vida. No obstant això, allí la vida tampoc era fàcil.

## Revoltes populars
Les lleis colonials japoneses van estimular l'augment del sentiment nacionalista dels coreans. L'1 de març de 1919, trenta-tres patriotes coreans es van reunir al Parc Pagoda de Seül per proclamar la Declaració d'Independència. Això va revivar el moviment per tot el país demanant la fi del colonialisme japonès, però aquest moviment va ser reprimit brutalment per les forces japoneses amb la mort de 7.000 persones durant els 12 mesos de manifestacions.
Després de la repressió, alguns aspectes més qüestionables del govern Japonès van ser llevats. La policia militar va ser reemplaçada per una força civil i va ser permesa una llibertat de premsa parcial. Dos dels tres grans periòdics en l'actualitat, Dong-a Ilbo i el Chosun Ilbo, van ser fundats en 1920, en plena ocupació.
Aquest esdeveniment, més tard va ser conegut com el Moviment d'Independència de Samil (primer de març), va anar una fita en la lluita coreana per la llibertat. Encara que no va poder derrotar el Japó; el moviment polític va enfortir el sentiment d'identitat nacional i patriotisme del poble coreà, portant a l'establiment d'un Govern Provisional des de Xangai, a la Xina, i a l'organització de la lluita armada a la Manxuria contra els ocupants japonesos.

## Abusos japonesos
Durant l'ocupació japonesa de Corea, molts coreans van ser víctimes de diversos crims de guerra japonesos. Els camperols coreans que amaguessin o proporcionessin refugi a la resistència eren cruelment castigats, sovint amb l'execució immediata, violacions, treballs forçats, saqueig, o fins i tot a morir de gana.
Japó va experimentar les primeres armes biològiques, entre altres pobles asiàtics, i amb els coreans amb la unitat 731 del Japó, una planta secreta d'experimentació mèdica amb éssers humans vius. Una força de 450.000 treballadors forçats van ser obligats a treballar pels interessos japonesos.
Durant la Segona Guerra Mundial, a les dones dels bordells militars japonesos se les anomenava dones esclau-sexual. Els historiadors estimen que el nombre de dones de confort oscil·lava entre 10.000 i 200.000, i incloïa fins i tot dones japoneses. Segons els testimonis de les víctimes, figuren casos que inclouen a oficials japonesos i col·laboracionistes locals raptant o reclutant dones pobres de l'àmbit rural de Corea i altres nacions per destinar-les a l'esclavitud sexual sota la promesa d'oferir-los treball a les fàbriques. Existeixen evidències que el Govern Japonès va destruir intencionalment informes oficials sobre les dones de confort. Les fulles d'empleats i registres d'inventari japonesos del camp de batalla mostren documentació sobre l'esclavitud sexual patrocinada pel govern. Per posar un exemple, alguns noms de dones de confort figuren en les fitxes d'ocupació japoneses. Una d'elles va ser classificada com a infermera juntament amb almenys una dotzena d'altres dones de confort que finalment van resultar no ser ni infermeres ni secretàries. Avui en dia, el govern sud-coreà segueix investigant centenars de casos d'aquestes llistes.
La Corea Colonial va estar subjecta a les mateixes Lleis de Prevenció de la Lepra de 1907 i 1931 que les illes Japoneses. Aquestes lleis directament i indirectament permetien la segregació de pacients en sanatoris, on l'avortament forçat i l'esterilització eren pràctiques comunes. Les lleis autoritzaven el càstig de pacients que "pertorbessin la pau", ja que molts leproseries japonesos creien que la vulnerabilitat a la malaltia era hereditària. A Corea, molts dels pacients també van ser obligats a treballs forçosos.

## Víctimes de les bombes atòmiques
Molts coreans van ser requisats per treballar en les fàbriques industrials militars d'Hiroshima i Nagasaki. En concordança amb el secretari general d'un grup anomenat 'Peace Project Network', "va haver-hi un total de 70.000 víctimes coreanes en ambdues ciutats". Japó va pagar a Corea del Sud 4000 milions de iens i va construir un centre d'assistència social en el nom d'assistència sanitària, com a compensació a les víctimes.

## Repressió cultural
Japó va imposar una política d'assimilació dels coreans de la cultura japonesa a les escoles coreanes, i per força els va fer adoptar noms a l'estil japonès, Sōshi-kaimei, les vestimentes i l'idioma japonès. No obstant això, els coreans van aconseguir mantenir la seva identitat cultural. Durant aquest període, molts tresors nacionals i valuoses peces arqueològiques van ser portades al Japó, sense haver estat objecte de devolució fins avui.